# موسی نقی‌اف
موسی نقی‌اف (ترکی آذربایجانی: Ağa Musa Nağıyev) یکی از میلیونرهای صنعت نفت در اواخر قرن ۱۹ و اوایل قرن ۲۰ میلادی در آذربایجان بود.

## زندگی‌نامه
موسی نقی‌اف در سال ۱۸۴۹، در خانواده ای فقیر در باکو چشم به دنیا گشود. ابتدا برای مدتی به خاطر تأمین معیشت خود وادار به باربری شد. بعدها به خاطر داشتن توانایی ذهنی و تجاری قوی، توانست به ثروت هنگفتی دست پیدا کند. موسی نقی‌اف به جز برادران نوبل یکی از ثروتمندترین افراد فعال در زمینه نفت در باکو بود. دارایی‌های او به اندازه ۳۰۰ میلیون روبل بود. سسپس شروع به سرمایه‌گذاری در زمینه املاک و مستغلات کرد تا منبع درآمدی پایدار خود را تضمین نماید. با مرور مدتی کوتاه، با خریداری بالغ بر ۲۰۰ بنا، به بزرگ‌ترین مالک مستغلات در شهر تبدیل شد. موسی نقی‌اف بود، که یکی از مجلل‌ترین و شگرف‌برانگیزترین کاخهای باکو به اسم کاخ اسماعیلیه را ساخته و آن را به «سازمان خیریه اسلامی» کادو داد. این کاخ که به مدل قصر دوک ونیز درآورده شده‌است، هم‌اکنون در اختیار هیئت رئیسه آکادمی ملی علوم جمهوری آذربایجان قرار گرفته‌است.
یکی از دیگر هدایای او به باکو، ساختمان بیمارستان است که امروزه محل قرارگیری وزارت بهداشت جمهوری آذربایجان است. این ساختمان به خاطر نام خانوادگی موسی نقی‌اف به شکل حرف «ان» الفبای سیریلیک طراحی شده‌است.
با آنکه صاحب ده‌های ساختمان پرتجمل و عظیمی بود، خود او در ویلایی دو طبقه واقع در پشت «مسجد قاسم‌بیگ»، در تقاطع خیابان‌های «اسپاسیک» (نام فعلی: «زرگرپالان) و «زمناسیست» (نام کنونی: لئو تولستوی)، در خارج از شهر قدیمی که «بیرون شهر» نام داشت، زندگی می‌کرد. عناصر معماری ساعتهای سنگی طراحی شده در بخش‌های بالا و فانوس سنگی نصب شده در لبه این ساختمان زیبا که در سال ۱۸۸۷ ساخته شده‌است، نمای ظاهری منحصر به فردی را بدان به ارمغان آورده‌است. فانوس سنگی موسوم به «سنگ فنر» به شیشه‌های قرمز، سبز، آبی و فیروزه ای مزین است که، در طول شب نورپردازی رنگارنگی به وجود می‌آورد.

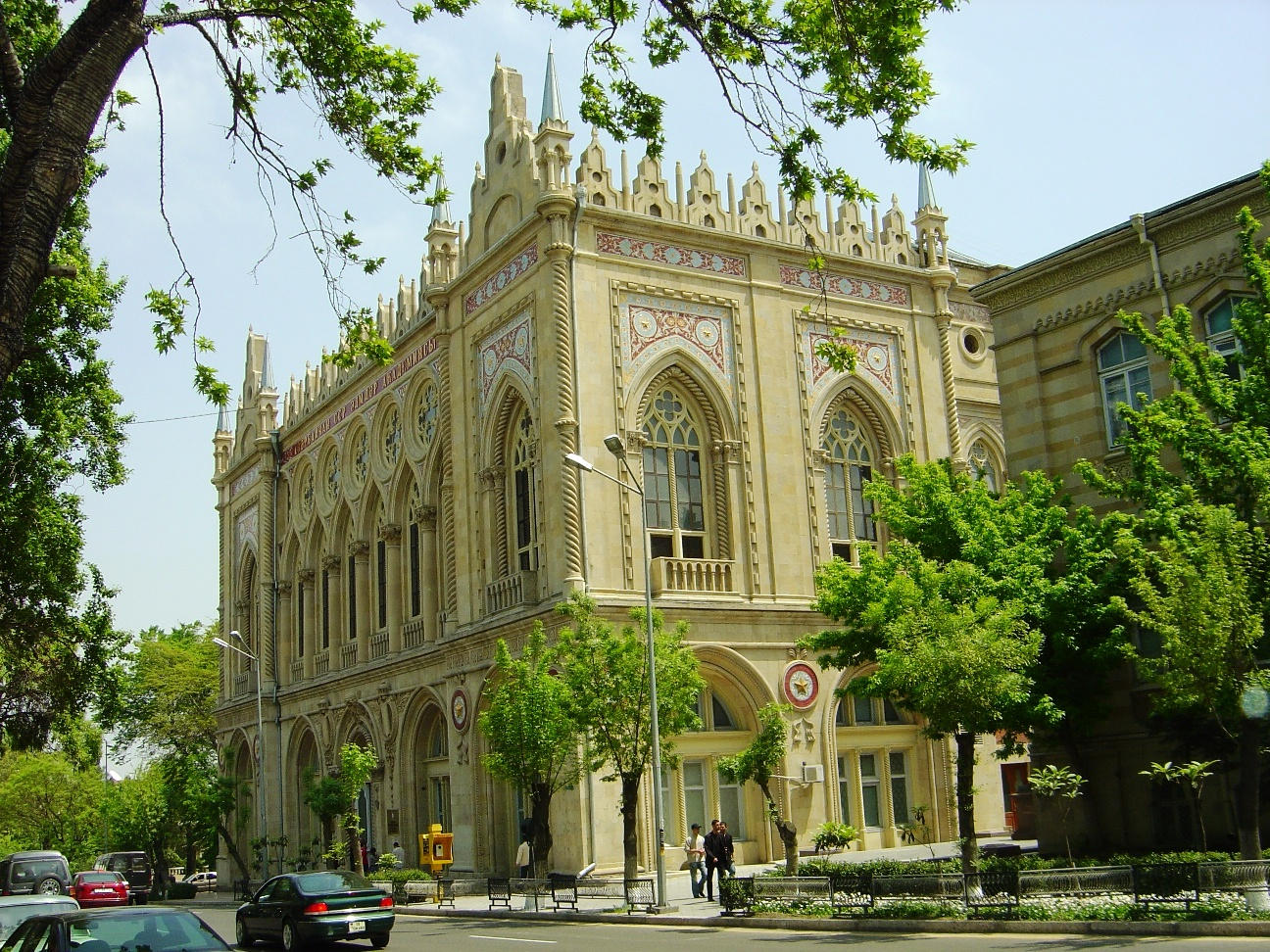
کاخ اسماعیلیه، باکو، خیابان «استقلالیت»

نقی‌اف از حامیان مالی و متولیان طرح ساخت یکی از بزرگ‌ترین دانشکده‌های فنی باکو موسوم به «دانشکده رئال» بود، که اکنون ساختمان دانشگاه دولتی اقتصاد آذربایجان می‌باشد. او تالی آیین بهایی بود و در محفل محلی روحانیان بهائی باکو فعالیت داشت.
موسی نقی‌آف در ۴ مارس سال ۱۹۱۹ بر اثر سکته قلبی درگذشت.